# Raïsa Schoon
Raïsa Schoon, född 3 oktober 2001 i Gorinchem, Nederländerna, är en beachvolleyspelare.
Schoon kommer från en beachvolleysläkt. Hennes mor, Debora Schoon-Kadijk, deltog i OS 1996 och OS 2000 och hennes moster, Rebekka Kadijk deltog i OS 2000 (i par med Debora Schoon-Kadijk), OS 2004 och OS 2008.
På ungdomsnivå spelade hon framgångsrikt tillsammans med Emi van Driel. De tog silver vid EM i alla de tre åldersklasserna (18, 20 och 22 år) samt vid U19-VM. Sedan 2020 har Schoon spelat på seniornivå tillsammans med Katja Stam. Under den första (av Covid-19-pandemin påverkade) säsongen spelade de främst i Nederländerna där de vann fyra turneringar av fem  på Nationale Beach Competitie och dessutom vann nederländska mästerskapet. Den enda tävlingarna med internationellt motstånd som de spelade under året var en King of the Court-turnering i Utrecht.
I februari 2021 vann de bägge, tillsammans med Keizer / Meppelink, Nations Clash för Nederländerna. På FIVB Beach Volleyball World Tour kom de femma som bäst vid spel i fyrstjärniga tävlingar. Stam och Schoon kvalificerade sig genom Continental Cup för OS 2020 (spelat i augusti 2021). Där åkte de ut i gruppspelsomgången. Därefter gick det bättre vid EM där de tog silver och vid nederländska mästerskapet, där de försvarade sin titel.
Parets spel i Volleyball World Beach Pro Tour 2022 var framgångsrikt med flera bra placeringar, med en seger i en Elite16-turnering som största framgång. De gick till kvartsfinal vid VM och kom trea vid EM. De kom även trea vid tourfinalen i Doha i januari 2023. Under Volleyball World Beach Pro Tour 2023 vann de en Elite16-turnering. Under Volleyball World Beach Pro Tour 2024 har de som bäst nått final. 
Schoon spelar även inomhusvolleyboll. Hon spelar då med VV Voltena. Med spelade hon först i Topdivisie (den näst högsta serien), men 2021 gick klubben upp till Eredivisie (den högsta serien).